# Drakenstein (gemeente)
Drakenstein (officieel Drakenstein Plaaslike Munisipaliteit) is een gemeente in het Zuid-Afrikaanse district Kaapse Wijnlanden.
Drakenstein ligt in de provincie West-Kaap en telt 251.262 inwoners.

## Hoofdplaatsen
Drakenstein is op zijn beurt nog eens verdeeld in 4 hoofdplaatsen (Afrikaansː Nedersettings) en de hoofdstad van de gemeente is de hoofdplaats Paarl.  
- Gouda
- Paarl
- Saron
- Wellington